# یواس‌اس ویجیلانت (اس‌پی-۴۰۶)
یواس‌اس ویجیلانت (اس‌پی-۴۰۶) (به انگلیسی: USS Vigilant (SP-406)) یک کشتی بود که طول آن ۷۲ فوت ۰ اینچ (۲۱٫۹۵ متر) بود. این کشتی در سال ۱۹۰۹ ساخته شد.